# Macrocheles muscaedomesticae
Macrocheles muscaedomesticae är en spindeldjursart som först beskrevs av Giovanni Antonio Scopoli 1772.  Macrocheles muscaedomesticae ingår i släktet Macrocheles och familjen Macrochelidae. Inga underarter finns listade i Catalogue of Life.